# Strada statale 531 di Cropalati
La strada statale 531 di Cropalati (SS 531) è una strada statale italiana, che collega la costa jonica con l'omonimo comune.

## Percorso
La strada ha inizio nella popolosa frazione di Mirto, nel comune di Crosia, distaccandosi dalla strada statale 106 Jonica.
Il percorso segue a ritroso quello del fiume Trionto lungo la sponda destra, attraversandolo solo in prossimità di Cropalati.
Attraversato il centro abitato, l'arteria si innesta sulla strada statale 177 Silana di Rossano.